# Hasszium
A hasszium a periódusos rendszer egyik eleme. Vegyjele Hs, rendszáma 108, az átmenetifémek csoportjába tartozik. Színe valószínűleg ezüstös, fehér vagy fémesszürke.
Ideiglenes neve unniloctium volt.

## Felfedezése
Peter Armbruster és Gottfried Münzenberg német fizikusok fedezték fel 1984-ben.

## Fordítás
- Ez a szócikk részben vagy egészben  a   Hassium című angol Wikipédia-szócikk fordításán alapul.  Az eredeti cikk szerkesztőit annak laptörténete sorolja fel. Ez a jelzés csupán a megfogalmazás eredetét és a szerzői jogokat jelzi, nem szolgál a cikkben szereplő információk forrásmegjelöléseként.